# William C. Preston

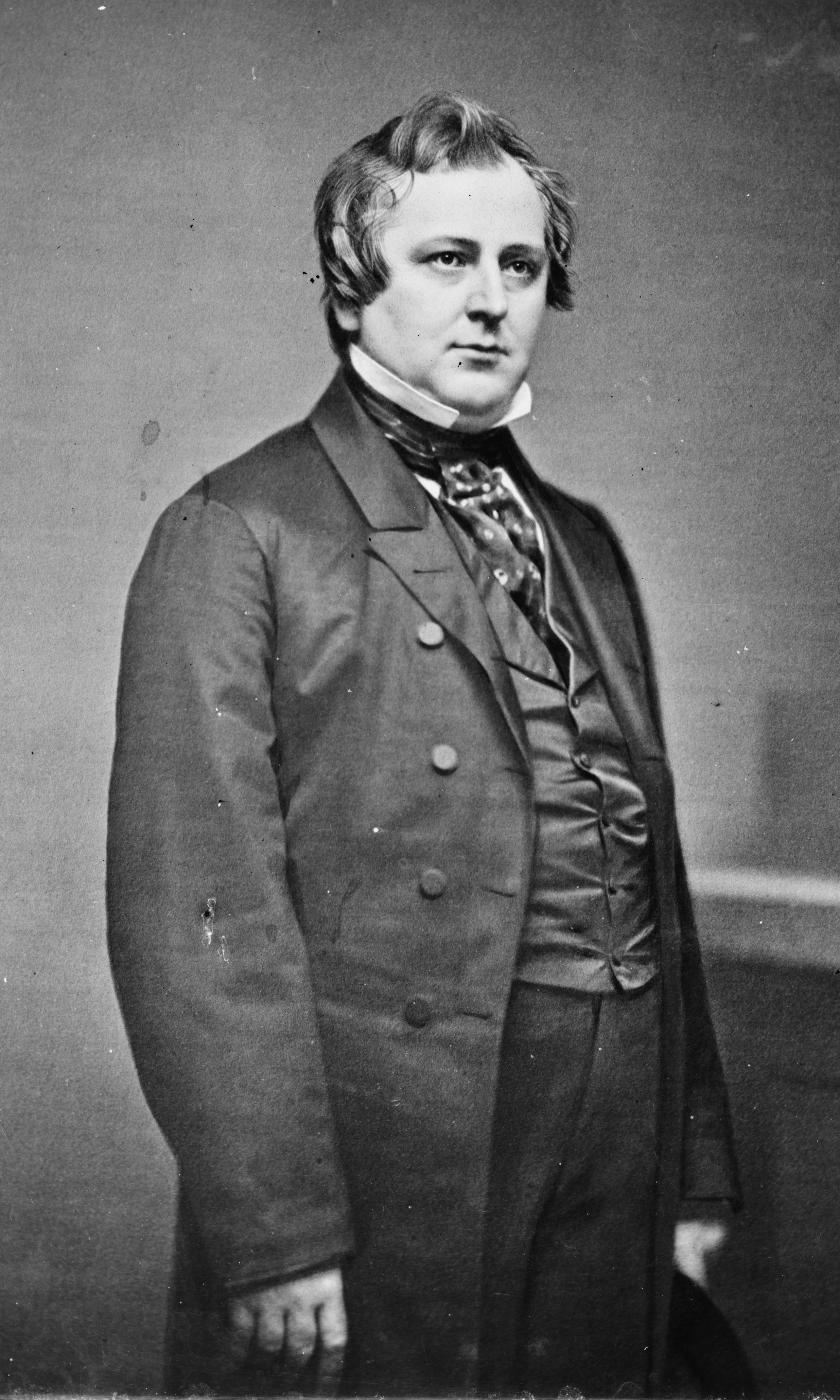
William C. Preston

William Campbell Preston (* 27. Dezember 1794 in Philadelphia, Pennsylvania; † 22. Mai 1860 in Columbia, South Carolina) war ein US-amerikanischer Politiker (Demokratische Partei), der den Bundesstaat South Carolina im US-Senat vertrat.
William Preston wurde in Philadelphia geboren, wo zu dieser Zeit das Repräsentantenhaus der Vereinigten Staaten tagte, in dem sein Vater Francis als Vertreter Virginias saß. Während seiner Kindheit erhielt er Privatunterricht; danach besuchte er die Washington University in Lexington. Seinen Abschluss machte er letztlich im Jahr 1812 am South Carolina College in Columbia.
Nachdem er einige Zeit in Europa verbracht und unter anderem an der Universität Edinburgh in Schottland studiert hatte, kehrte Preston 1819 in die Vereinigten Staaten zurück; im Jahr darauf wurde er in die Anwaltskammer von Virginia aufgenommen. Dort arbeitete er bis 1822 als Jurist, ehe er sich in South Carolinas Hauptstadt Columbia niederließ. Nach einer erfolglosen Kandidatur für das US-Repräsentantenhaus im Jahr 1824 war er von 1828 bis 1834 Abgeordneter im Repräsentantenhaus von South Carolina.
Während dieser Zeit schloss Preston sich der kurzlebigen Nullifier Party an, die John C. Calhoun im Jahr 1828 in der Folge der Nullifikationskrise gegründet hatte. Als deren Vertreter wurde er 1833 in den US-Senat gewählt, wo er am 26. November dieses Jahres die Nachfolge des zurückgetretenen Stephen Decatur Miller antrat; 1837 erfolgte die Wiederwahl, nachdem er zwischenzeitlich zu den Whigs gewechselt war. Am 29. November 1842 legte er schließlich sein Mandat nieder. Während seiner Zeit im Senat stand Preston unter anderem dem Committee on the Library und dem Committee on Military Affairs vor. Nach seinem Rücktritt war Preston wieder als Anwalt tätig und fungierte außerdem ab 1845 als Präsident des South Carolina College. 1851 gab er diesen Posten aus gesundheitlichen Gründen ab.
William Preston starb 1860 in Columbia. Sein Cousin William B. Preston war von 1849 bis 1850 US-Marineminister unter Präsident Zachary Taylor; ein weiterer Cousin, der ebenfalls William Preston hieß, saß von 1852 bis 1855 für Kentucky im US-Repräsentantenhaus.